# مسجدلو (بیله‌سوار)
مسجدلو روستایی در استان اردبیل، شهرستان بیله‌سوار، بخش انجیرلو، دهستان انجیرلو است.

## جمعیت
بر اساس سرشماری سال ۱۳۸۵، جمعیت این روستا ۲۷۸ نفر با ۵۱ خانوار بوده است.